# The National Bank of New Zealand
The National Bank of New Zealand (NBNZ) war eine neuseeländische Geschäftsbank, die am 26. Juni 2004 aufgelöst und in die damalige ANZ Banking Group (New Zealand) Limited überführt wurde. Zwei Tage später erhielt diese Bank mit ANZ National Bank Limited einen neuen Namen und nennt sich seit dem 30. Oktober 2012 ANZ Bank New Zealand Limited.

## Geschichte
Die Bank wurde am 15. August 1872 von dreizehn einflussreichen Politikern und Geschäftsleute in London gegründet, unter ihnen Thomas Gore Browne, ehemaliger Gouverneur von Neuseeland, Charles Clifford, ehemaliger Sprecher des Repräsentantenhauses von Neuseeland und drei weiteren Persönlichkeiten, die ehemals in Neuseeland tätig waren. Der Hauptsitz der Gesellschaft wurde mit London festgelegt. Ihre Geschäftstätigkeit in der britischen Kolonie Neuseeland nahm die Bank aber erst ein Jahr später auf. Die ersten Filialen wurden in Wellington, Auckland und Christchurch eröffnet, wobei für den Hauptsitz der Bank Wellington gewählt wurde.
Im November 1873 übernahm die National Bank of New Zealand alle dreizehn Filialen der nur in Otago operierenden und in Schwierigkeit geratenen Bank of Otago. Damit hatte sich die Bank eine Basis unter den Farmern des Südens verschafft und profitierte gleichzeitig von dem wirtschaftlichen Aufschwung der Region, der durch den Goldrausch in Otago von 1861 verursacht wurde. Im selben Jahre bekam die Bank unter dem National Bank of New Zealand (Ltd) Act das Recht zugeteilt, private Banknoten ausgeben zu dürfen.

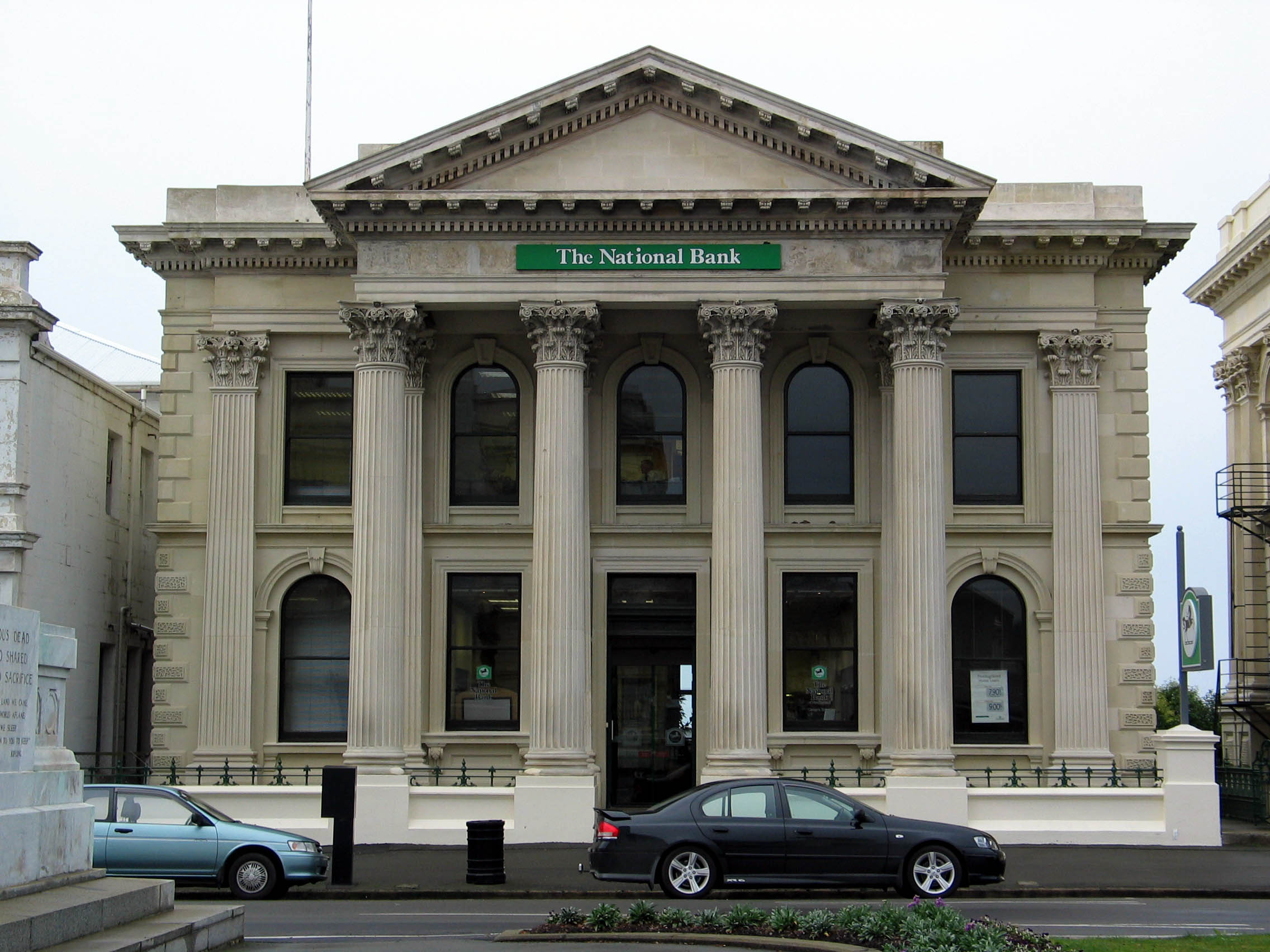
The National Bank of New Zealand in Oamaru, Otago

1875 wurde bereits eine Bilanz von 1.240.781 £ ausgewiesen, im Vergleich zur bereits seit 1861 tätigen Bank of New Zealand, die als seinerzeit größte Bank mit 4.416.515 £ abschloss, ein fulminanter Start. 1881 verlegte man den Hauptsitz der Bank nach Dunedin. Nur zehn Jahre später, 1891 war die Bank in Schwierigkeiten. Die Angebote an die Bank of Australasia und später die Union Bank of Australia, sich zusammenzuschließen, wurde von beiden abgelehnt. Die National Bank konnte schließlich nur noch durch die Kapitalerhöhung der Anteilseigner selbst gerettet werden. Nachdem Dunedin zum Ende des Jahrhunderts wirtschaftlich weiter gegenüber den Norden des Landes zurückfiel, entschloss man sich den Hauptsitz 1894 wieder zurück nach Wellington zu verlegen.
1966 wurde die National Bank of New Zealand von Lloyds Bank in London gekauft. Das schwarze Pferd, welches das Logo der Bank noch heute ziert, bekam die National Bank von Lloyds als lizenziertes Nutzungsrecht mit auf den Weg, als sie mit ihrer Zentrale 1978 von London nach Wellington umzog. Nach dem Zusammenschluss der Lloyds Bank mit der gleichfalls britischen Bank, der Trustee Savings Bank (TSB), im Jahr 1995, ging die National Bank als Tochterunternehmen in die neue Lloyds TSB mit ein. Diese wiederum verkaufte die National Bank of New Zealand im Juni 2004, wegen der Neustrukturierung ihres Bankgeschäfts an die Australia and New Zealand Banking Group, die dann ihre Tochter ANZ Banking Group (New Zealand) mit der National Bank of New Zealand zur ANZ National Bank zusammenführte, aber beiden auf dem neuseeländischen Markt operierenden Banken nach außen hin ihre Eigenständigkeit weiterhin beließ.